# NGC 1143
NGC 1143 je galaksija u zviježđu Kit.

## Vanjske poveznice
- SEDS: NGC 1143